# Antrohyphantes balcanicus
Antrohyphantes balcanicus là một loài nhện trong họ Linyphiidae.
Loài này thuộc chi Antrohyphantes. Antrohyphantes balcanicus được Drensky miêu tả năm 1931.